# Юхневич, Иннокентий Владимирович
Иннокентий Владимирович Юхневич (21 ноября 1921, деревня Москали, Томская губерния — 1997, Улан-Удэ) — советский и российский театральный актёр, народный артист РСФСР (1988).

## Биография
Иннокентий Владимирович Юхневич родился 21 ноября 1921 года в деревне Москали Томской губернии. В 1941 году закончил Мукомольно-элеваторный техникум в Томске. Был курсантом пехотного училища, учащимся кулинарного техникума. Участвовал в самодеятельности.
В 1947 году окончил Ленинградский институт театра, музыки и кинематографии (мастерская Б. В. Зона).
После окончании института играл на сцене театров Томска, Балашова, Котласа, Павлова-на-Оке, Шадринска.
В 1968 году по приглашению главного режиссёра Константина Александровича Петрова приехал в Бурятию, где до конца жизни был актёром Русского драматического театра имени Н. А. Бестужева в Улан-Удэ. За 50 лет на сцене театра сыграл более 250 ролей.
Умер в 1997 году. Похоронен на Центральном кладбище в Улан-Удэ.

## Награды и премии
- Медаль «В ознаменование 100-летия со дня рождения Владимира Ильича Ленина» (1970).
- Народный артист Бурятской АССР.
- Заслуженный артист РСФСР (24.06.1983).
- Народный артист РСФСР (28.12.1988).

## Работы в театре
- «Иван Грозный» А. Н. Толстой — Малюта Скуратов
- «Оптимистическая трагедия» В. В. Вишневский — командир корабля
- «Поздняя любовь» А. Н. Островский — Дороднов
- «Светит, да не греет» А. Н. Островский и Н. Н. Соловьёв — Залешин
- «Мещане» М. Горький — Нил
- «Калиновая роща» А. Корнейчук — Ветровой
- «Поднятая целина» М. Шолохов — Майданников
- «Машенька» А. Афиногенов — Леонид Борисович
- «Цыган» Н. Провоторов по роману А. В. Калинина — Будулай
- «Гнездо глухаря» В. Розов — Судаков
- «Разрыв-трава» И. Калашников — Игнат и Назар Родионов
- «Вечер» А. Дударев — Мультик
- «Жанна» А. Галин — Изольд Тимофеевич
- «Кабала святош» М. Булгаков — Жан-Жак Бутон
- «Чайка» А. П. Чехов — Сорин
- «Смута» А. Н. Толстой — князь Шуйский
- «От субботы к воскресенью» С. Лобозёров — Кузьма Фомич

## Память
- Мемориальная доска народному артисту РСФСР Иннокентию Юхневичу установлена в 2014 году на фасаде дома по улице Ранжурова, 10, в котором артист жил с 1969 по 1997 годы[1][2].